# 채중 (정)
채중(祭仲, 기원전 743년 ~ 기원전 682년)은 춘추시대 정나라의 중신이다. 자는 중족(仲足)으로, 채족(祭足)이라고도 한다.
원래 정나라는 동주 시대 초기 왕실을 보필하며 가장 큰 세력을 누린 제후국이었다. 그러나 정나라를 후원하던 주 평왕이 죽고 그 손자 주 환왕이 등극하자 정나라는 왕실의 소외를 받게 된다. 당시 군주였던 정 장공은 이러한 처지를 부당하다 여겨 왕실을 대신에 태산에 제사지내는 역할을 스스로 포기해 버렸다.
주 환왕은 크게 노해 제후국을 소집해 정나라를 토벌했지만, 장공은 채중과 고거미(高渠彌)를 보내 이를 물리쳤으며 환왕에게 부상까지 입힌다. 주나라 군대를 패배시킨 채중은 정 장공의 환대를 받았으며, 이후에도 정나라의 실력자로 부상한다.
이후 채중은 장공의 맏아들인 정 소공(昭公)의 후견인이 되어 송나라의 후원을 받고 있던 공자 돌의 견제를 물리치고 장공의 사후 소공이 정나라의 군주가 되는 일을 돕는다. 당시 송나라의 군주 송 장공은 크게 노하여 채중을 사로잡아 돌을 즉위시키지 않으면 살해하겠다고 협박하였다. 이에 채중은 소공을 버리고 돌을 옹립하니 곧 이가 정 여공이다. 소공 역시 백성의 신망을 얻지 못한 군주였기에 여공은 어렵지 않게 자리에 오를 수 있었다.
그러나 여공은 군주의 자리에 오르자마자 채중을 제거하고 국정의 실권을 쥐려고 했다. 여공은 채중의 사위인 옹규(雍糾)를 시켜 채중을 암살하게 했지만, 옹규의 아내인 채중의 딸이 이를 채중에게 발설하여 옹규가 먼저 살해당했다.기원전 697년 송나라에 압력에 못이겨 여공을 옹립한 채중이었지만, 여공에게 실망한 후 소공을 불러들여 여공을 쫓아내고 다시 소공을 군주의 자리에 앉혔다. 여공은 낙으로 도망쳐 송나라의 후원을 받으며 자신이 진정한 정나라의 군주라고 주장하게 된다.
하지만 소공은 오래가지 못했다. 채중과 함께 주나라와 전쟁을 벌였던 고거미와의 사이가 좋지 않았던 것이다. 소공이 자리에 복귀한 지 2년째 되는 기원전 695년, 고거미는 중신들이 다 함께 참여하는 수렵에서 소공을 살해하고 말았다. 채중은 이에 당황하였으나 여공을 다시 불러들이기에는 이미 여공과의 사이가 틀어진 후라는 점을 들어 소공과 여공의 동생인 공자 미를 군주로 세운다.
이런 일이 있은 지 얼마 안 되어 제나라의 양공이 제후들을 회맹했다. 제 양공은 자미와 사이가 좋지 않았으므로 채중은 회맹에 참가하지 말 것을 권유했다. 하지만 자미는 여공의 존재가 있기 때문에 자신이 꼭 참가해야 한다고 주장했고, 고거미를 데리고 회맹에 참가했다. 그러나 자미는 채중의 예상대로 제 양공에게 살해당하고 고거미도 겨우 목숨만 부지하게 된다.
이번에도 채중은 여공을 다시 불러들이는 일은 있을 수 없다며, 소공의 막내 동생인 영을 즉위시키니, 이가 곧 정자 의(鄭子 儀)이다. 채중은 정자가 즉위한 뒤 그의 재상으로 정치를 계속하다가 정자가 즉위한 지 12년 째가 되는 기원전 682년 사망한다.